# Риб-Фоллс (Вісконсин)
Риб-Фоллс (англ. Rib Falls) — місто (англ. town) в США, в окрузі Марафон штату Вісконсин. Населення — 947 осіб (2020).

## Демографія
Згідно з переписом 2010 року, у місті мешкали 993 особи в 345 домогосподарствах у складі 284 родин. Було 362 помешкання
Расовий склад населення:
| - 97,4 % — білих - 0,9 % — азіатів - 0,3 % — чорних або афроамериканців - 0,1 % — корінних американців |

До двох чи більше рас належало 0,4 %. Частка іспаномовних становила 1,0 % від усіх жителів.
За віковим діапазоном населення розподілялося таким чином: 27,7 % — особи молодші 18 років, 60,9 % — особи у віці 18—64 років, 11,4 % — особи у віці 65 років та старші. Медіана віку мешканця становила 40,3 року. На 100 осіб жіночої статі у місті припадало 108,6 чоловіків;  на 100 жінок у віці від 18 років та старших — 107,5 чоловіків також старших 18 років.
Середній дохід на одне домашнє господарство  становив 89 671 долар США (медіана — 76 500), а середній дохід на одну сім'ю — 95 169 доларів (медіана — 85 592). Медіана доходів становила 50 625 доларів для чоловіків та 45 313 долари для жінок. За межею бідності перебувало 1,7 % осіб, у тому числі 1,4 % дітей у віці до 18 років та 0,0 % осіб у віці 65 років та старших.
Цивільне працевлаштоване населення становило 566 осіб. Основні галузі зайнятості: виробництво — 26,7 %, освіта, охорона здоров'я та соціальна допомога — 19,8 %, сільське господарство, лісництво, риболовля — 11,3 %, роздрібна торгівля — 8,7 %.